# Selina Egle
Selina Egle (Hall in Tirol, 15 de enero de 2003) es una deportista austríaca que compite en luge en la modalidad doble. Es sobrina nieta de la piloto de luge Angelika Schafferer, y su hermana Madeleine compite en el mismo deporte.
Ganó seis medallas en el Campeonato Mundial de Luge entre los años 2023 y 2025, y tres medallas de oro en el Campeonato Europeo de Luge, en los años 2024 y 2025.

## Palmarés internacional
| Campeonato Mundial | Campeonato Mundial    | Campeonato Mundial | Campeonato Mundial |
| Año                | Lugar                 | Medalla            | Prueba             |
| ------------------ | --------------------- | ------------------ | ------------------ |
| 2023               | Oberhof (Alemania)    | Medalla de plata   | Doble              |
| 2023               | Oberhof (Alemania)    | Medalla de plata   | Doble (velocidad)  |
| 2024               | Altenberg (Alemania)  | Medalla de oro     | Doble              |
| 2025               | Whistler (Canadá)     | Medalla de oro     | Doble              |
| 2025               | Whistler (Canadá)     | Medalla de oro     | Doble mixto        |
| 2025               | Whistler (Canadá)     | Medalla de plata   | Equipo             |
| Campeonato Europeo |                       |                    |                    |
| Año                | Lugar                 | Medalla            | Prueba             |
| 2024               | Igls (Austria)        | Medalla de oro     | Equipo             |
| 2025               | Winterberg (Alemania) | Medalla de oro     | Doble              |
| 2025               | Winterberg (Alemania) | Medalla de oro     | Equipo             |